# Oligia nigrolimbata
Oligia nigrolimbata är en fjärilsart som beskrevs av Wolff 1935. Oligia nigrolimbata ingår i släktet Oligia och familjen nattflyn. Inga underarter finns listade i Catalogue of Life.